# Kölner Designpreis
Der Kölner Designpreis ist eine seit 2007 jährlich vergebene Auszeichnung für herausragende Abschlussarbeiten unter den Nationalen und Internationalen Kunst-, Film- und Designhochschulen.
Im Jahr 2015 war er mit 18.000 USD die am höchsten dotierte Auszeichnung seiner Art.

## Modalitäten
Die Teilnehmer  werden von der jeweiligen Hochschule nominiert. Teilnehmende Hochschulen können bis zu 20 % ihrer innovativsten Abschlussarbeiten einreichen.
Die Themen für die eingereichten Arbeiten können frei gewählt werden und aus allen Bereichen des Designs entstammen. Alle Arbeiten werden im Rahmen einer Ausstellung im Museum für Angewandte Kunst Köln präsentiert. Diese werden von einer unabhängigen Jury, die aus Mitgliedern der Designbranche besteht begutachtet und bewertet.

## Finanzierung
Bis zum Jahr 2015 wurde der Wettbewerb von der Prof. Dr. Ing. Richard G. Winkler Stiftung finanziert. Im Jahr 2016 wurde die Finanzierung erstmals von den teilnehmenden Hochschulen selbst getragen. Das Preisgeld in Höhe von 5.000 Euro war deutlich geringer, als in den vorgegangenen Jahren.

## Jury

### 2016
- Stephan Ott, Chefredakteur der Form
- Petra Hesse, Direktorin des Museums für Angewandte Kunst Köln
- Ulrich Soénius, Geschäftsführer der IHK Köln
- Claudia Neumann, Managing Director von Neumann – Communication
- Nils Holger Moormann, Geschäftsführer der Nils Holger Moormann GmbH
- Ralf Sommer, Professor für Konzeptdesign in der Hochschule für bildende Künste Hamburg

## Preisträger

### 2016
1. Max Pietro Hoffman – Means of Digital Images (2.500 Euro)[4]
2. Christian Zipfel –  Der einsame Hof (1.500 Euro)
3. Eugene Krivoruchko und Ilja Burzev – A Study in Interactive Mechanics for Virtual Healthy (1.000 Euro)